# 高坂駅
高坂駅（たかさかえき）は、埼玉県東松山市大字高坂にある、東武鉄道東上本線の駅である。駅番号はTJ 28。副駅名は「大東文化大学東松山キャンパス前」。

## 歴史
- 1923年（大正12年）10月1日：開業[1]。
- 1955年（昭和30年）10月：高坂構外側線（秩父鉱業高本線・日本セメント東松山専用線）高坂 - 高本間開業。
- 1984年（昭和59年）7月31日：高坂構外側線廃止。
- 1986年（昭和61年）4月：駅舎改築、西口開設。
  - 駅舎改築前は東側に駅舎に面した単式ホームが存在し、計2面3線のホームと各ホーム間を連絡する跨線橋が設置されていた。西側には留置線が3本存在し、主に貨車が留置されていた。
  - 駅舎改築に際し、元々の下り線を撤去して島式ホームを拡幅し、一番北側の留置線が存在した位置に下り線が切り替えられた。また、改築の間は中線（現在の上り線）が撤去され、単式2面2線の状態で使用されていた。
- 1987年（昭和62年）：第1回さいたま建築景観賞に選定される。
- 1992年（平成4年）3月1日：自動改札機設置。東上線で最初に自動改札機が設置された3駅の一つ。
- 1997年（平成9年）2月：エスカレーター設置。
- 1999年（平成11年）：関東の駅百選に選定される。
- 2009年（平成21年）10月15日：発車メロディ使用開始。
- 2010年（平成22年）3月18日：エレベーター、バリアフリートイレ設置。
- 2014年（平成26年）3月31日：トイレ、券売機コーナーのリニューアル工事完成。
- 2016年（平成28年）1月27日：副駅名「大東文化大学東松山キャンパス前」を導入[2][3]。
- 2023年（令和5年）3月18日：ダイヤ改正により、快速急行の停車駅となる[4]。

## 駅構造
島式ホーム1面2線を持つ地上駅で、橋上駅舎を有している。改札階とホーム、西口・東口をそれぞれ連絡するエスカレーター・エレベーター、および空調付きホーム待合室が設置されている。かつては、売店は「ACCESSとーぶ」が改札階に出店していた。
駅舎の西口側は三角屋根の時計台が設けられた北欧風にイメージされたデザインで、駅西口通りもレンガ舗装でありレトロ調になっている。竣工時点ではこのようなデザインが重視された駅舎は珍しいものだったため、新聞やテレビ番組でも話題になり、さいたま建築景観賞や関東の駅百選に選定されている。
トイレは駅舎の改札内にあり、バリアフリー化された多機能トイレを併設しているほか、改札外には西口の駅前広場内に東松山市が「爽やかさん」という愛称名で設置している。
上下本線の外側に側線が各1本あり、本線の池袋方には下り線から上り線への渡り線が設置されており、運行障害時には川越市駅～森林公園駅間の中間で停まった列車の退避場所として本線も含めて使われるほか、川越工場出場車の試運転は川越市駅～当駅間で実施されていたことから折返し待機時用に乗務員乗降用デッキが設けられている。

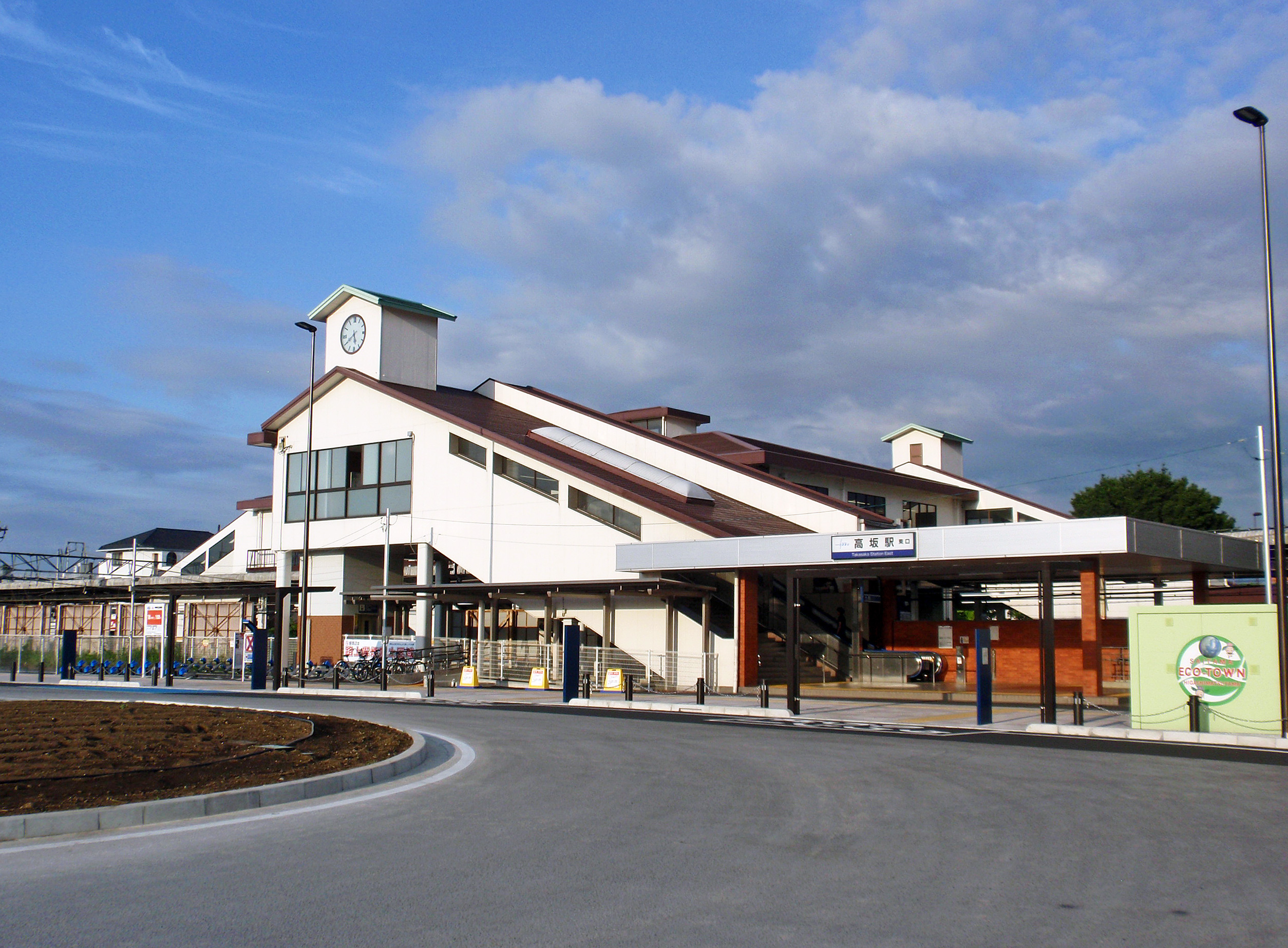
東口（2019年6月）
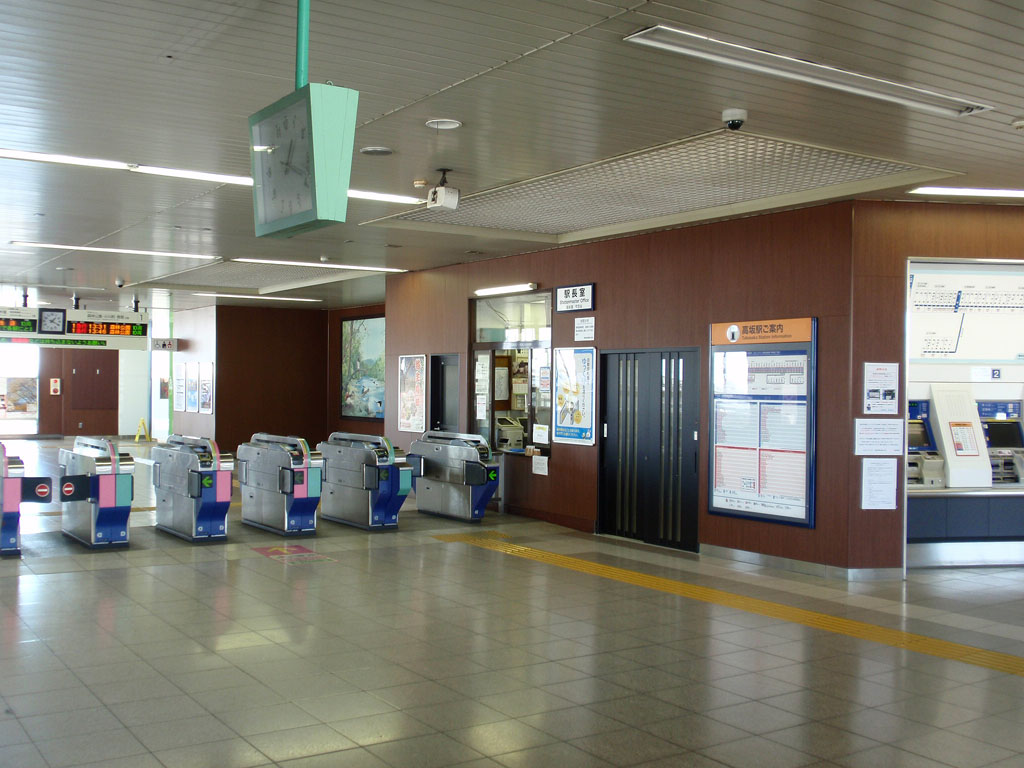
改札口（2015年3月）
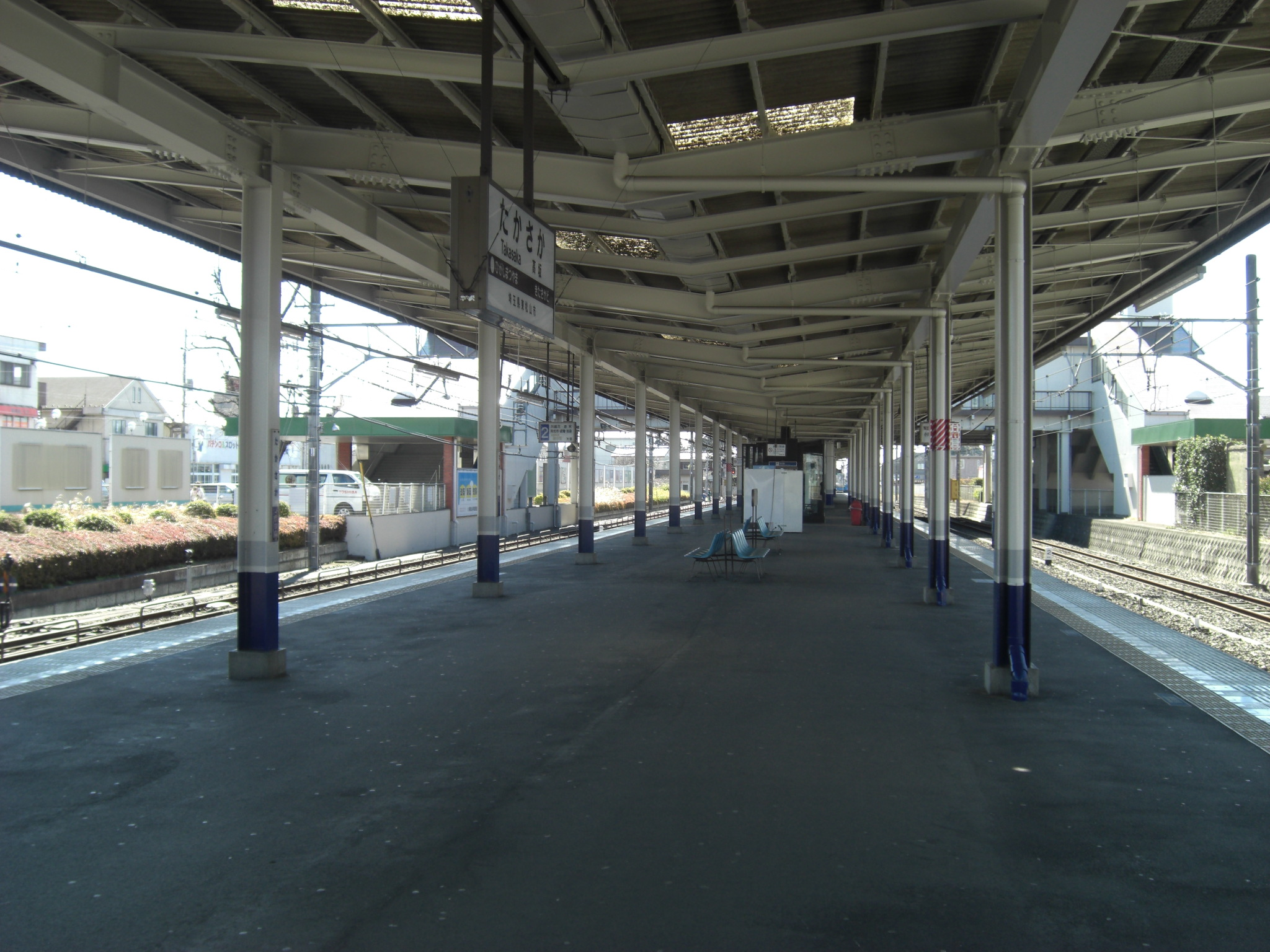
ホーム（2008年3月）

### のりば
| 番線 | 路線   | 方向 | 行先       |
| ---- | ------ | ---- | ---------- |
| 1    | 東上線 | 下り | 小川町方面 |
| 2    | 東上線 | 上り | 池袋方面   |

## 利用状況
2024年度の1日平均乗降人員は23,674人である。
近年の1日平均乗降人員および乗車人員の推移は下記の通り。
| 年度               | 1日平均 乗降人員 | 1日平均 乗車人員 | 出典       |
| ------------------ | ---------------- | ---------------- | ---------- |
| 1954年（昭和29年） | 2,482            | 1,238            |            |
| 1990年（平成02年） | 27,119           | 13,716           |            |
| 1991年（平成03年） | 29,330           | 14,868           |            |
| 1992年（平成04年） | 31,045           | 15,821           |            |
| 1993年（平成05年） | 32,158           | 16,329           |            |
| 1994年（平成06年） | 32,953           | 16,678           |            |
| 1995年（平成07年） | 33,285           | 16,728           |            |
| 1996年（平成08年） | 33,300           | 16,744           |            |
| 1997年（平成09年） | 31,958           | 16,025           |            |
| 1998年（平成10年） | 30,189           | 15,131           |            |
| 1999年（平成11年） | 30,280           | 15,188           | [ * 1 ]    |
| 2000年（平成12年） | 30,347           | 15,241           | [ * 2 ]    |
| 2001年（平成13年） | 30,220           | 15,209           | [ * 3 ]    |
| 2002年（平成14年） | 30,625           | 15,416           | [ * 4 ]    |
| 2003年（平成15年） | 30,722           | 15,449           | [ * 5 ]    |
| 2004年（平成16年） | 29,720           | 14,942           | [ * 6 ]    |
| 2005年（平成17年） | 29,345           | 14,762           | [ * 7 ]    |
| 2006年（平成18年） | 28,911           | 14,535           | [ * 8 ]    |
| 2007年（平成19年） | 28,435           | 14,297           | [ * 9 ]    |
| 2008年（平成20年） | 28,452           | 14,294           | [ * 10 ]   |
| 2009年（平成21年） | 27,661           | 13,890           | [ * 11 ]   |
| 2010年（平成22年） | 28,056           | 14,097           | [ * 12 ]   |
| 2011年（平成23年） | 26,700           | 13,389           | [ * 13 ]   |
| 2012年（平成24年） | 27,148           | 13,611           | [ * 14 ]   |
| 2013年（平成25年） | 26,947           | 13,506           | [ * 15 ]   |
| 2014年（平成26年） | 25,937           | 12,996           | [ * 16 ]   |
| 2015年（平成27年） | 25,933           | 12,976           | [ * 17 ]   |
| 2016年（平成28年） | 25,714           | 12,873           | [ * 18 ]   |
| 2017年（平成29年） | 25,678           | 12,859           | [ * 19 ]   |
| 2018年（平成30年） | 25,298           | 12,667           | [ * 20 ]   |
| 2019年（令和元年） | 24,438           | 12,244           | [ * 21 ]   |
| 2020年（令和02年） | 11,443           | 5,724            | [ * 22 ]   |
| 2021年（令和03年） | 17,745           | 8,887            | [ 東武 3 ] |
| 2022年（令和04年） | 21,516           | 10,779           | [ 東武 4 ] |
| 2023年（令和05年） | 22,530           | 11,290           | [ 東武 5 ] |
| 2024年（令和06年） | 23,674           | 11,867           | [ 東武 1 ] |

## 駅周辺

### 西口

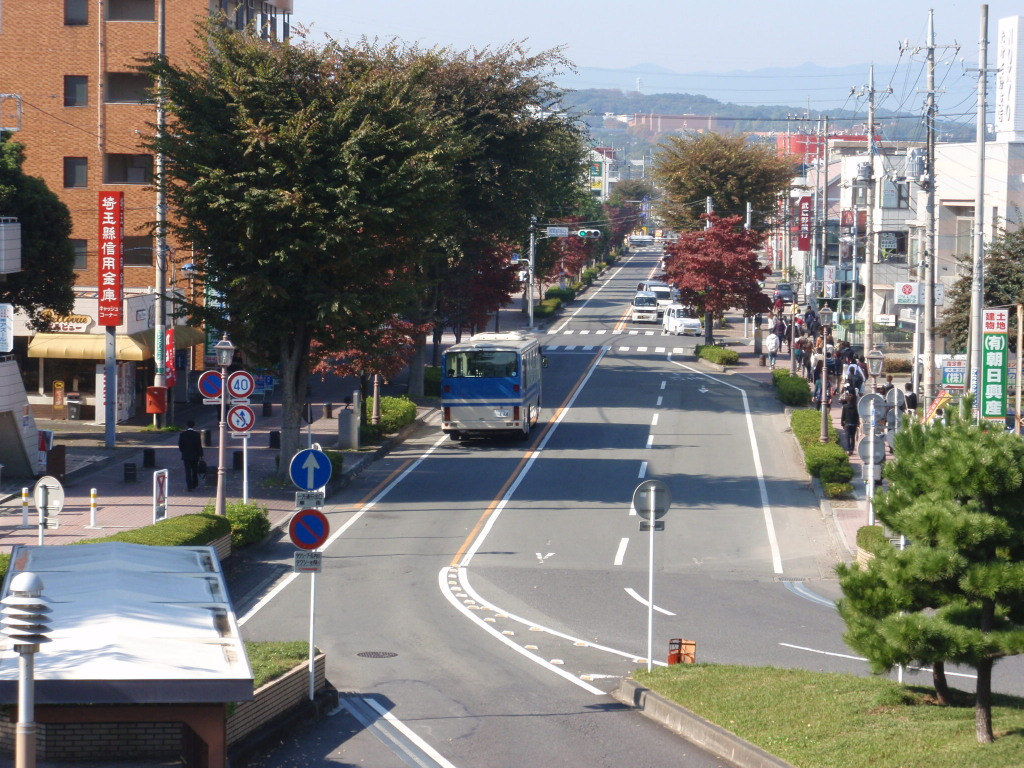
高坂駅西口通り（彫刻通り）

西口は1986年（昭和61年）に高坂駅西口土地区画整理事業によって開設され、現在では当駅の表玄関口となっている。
周辺地域には大規模新興住宅地、大東文化大学の東松山キャンパス、東京電機大学理工学部の埼玉鳩山キャンパス（鳩山町）、山村学園短期大学（鳩山町）、埼玉県こども動物自然公園などがあることから路線バスや大学スクールバスなどの発着が多く、駅前ロータリーにはペデストリアンデッキが設けられている。
周辺は都市景観100選に選定された隣接する「高坂ニュータウン」（URむさし緑園都市高坂地区）と一体となって整備が行われた、ゆったりとした街並みが広がる。駅前通りは幅の広い歩道にベンチが随所に配置され、高田博厚の彫刻作品32点が展示された「高坂彫刻プロムナード」となっており、千年谷公園・松風公園といった大きい公園を結ぶ、ひきのみち（緑道）へと続いている。
また、複数の大規模大学や短大の最寄り駅という性格柄、西口周辺はアパートや学生寮など学生・単身者物件を中心に発展したこともあり、学生人口の割合が高い地区になっている。西口にはタクシーが常駐している。
- マミーマート マミープラス高坂店
- クリエイトSD 東松山高坂店
- やまや 高坂駅前店
- 武蔵野銀行 高坂支店
- 東和銀行 東松山支店高坂出張所
- 東松山白山台郵便局
- JA埼玉中央 高坂支店
- 東松山市立高坂図書館
- 東松山市立桜山小学校
- 東松山市立白山中学校
- 高坂丘陵市民活動センター
- マミーマート 松風台店
- 東松山警察署 高坂西派遣所
- 宏仁会高坂醫院
- 埼玉県道212号岩殿観音南戸守線
- まなびのみち（貨物線跡遊歩道で、東松山葛袋産業団地・化石と自然の体験館などを結んでいる）

### 東口

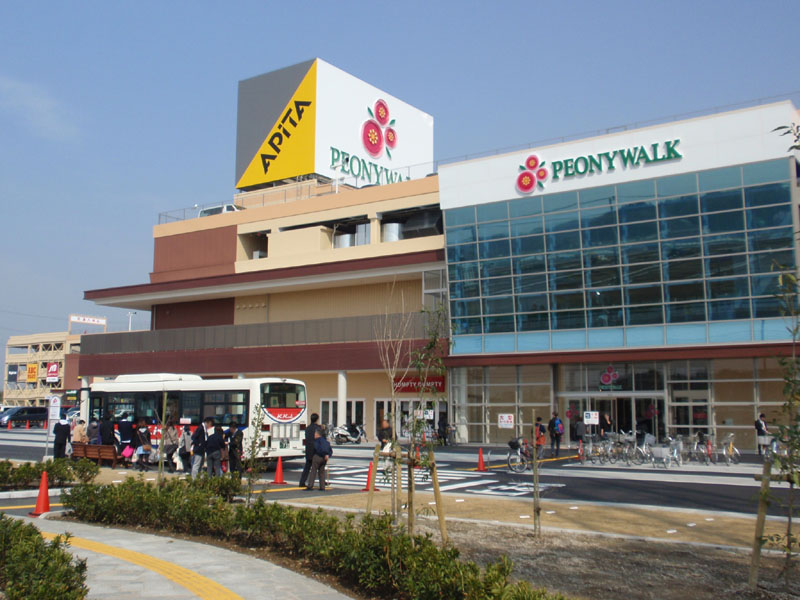
ピオニウォーク東松山

東口では、2018年12月に駅前ロータリーが完成した。周辺はかつて道路が狭い場所が多かったが、1994年（平成6年）から高坂駅東口第一土地区画整理事業が実施されている。駅周辺は高台に位置しているが東側は土地が低くなっており、境となる斜面は「七清水せせらぎ緑道」として整備されている。ここより東側は「うらら花高坂」（URむさし緑園都市高坂駅東口第二地区）の開発が行われ、駅前通りによって結ばれている。
東口側は駅前にある店舗は少ないが、駅から1 kmほどの国道407号沿いには大型ショッピングモールや大型量販店などが並ぶ、ロードサイド型ショッピングゾーンとなっている。徒歩約12分、路線バス利用も可能である。
- 東松山警察署 高坂駅前交番
- 高坂郵便局
- 東松山市子育て支援センター・マーレ
- 東松山市立高坂小学校
- 国道407号東松山バイパス
- 埼玉県道248号石坂高坂停車場線
- 高坂館（埼玉県選定重要遺跡）
- 高坂市民活動センター（南地区体育館）
- ピオニウォーク東松山
- ライフガーデン東松山
- 高坂ファッションモール（ファッションセンターしまむら、アベイル）
- カインズ 東松山高坂店
- セキチュー東松山店（マミープラス、ニトリが出店）

## バス

### 路線バス
最寄りのバス停は「高坂駅西口」停留所と「高坂駅東口」停留所である。
| 乗り場     | 乗り場 | 運行事業者     | 系統                 | 行先                           | 備考                     |
| ---------- | ------ | -------------- | -------------------- | ------------------------------ | ------------------------ |
| 高坂駅西口 | 1      | 川越観光自動車 | - TA11 - TA12        | 東京電機大学本館前             |                          |
| 高坂駅西口 | 2      | 川越観光自動車 | - TA01 - TA02 - TA03 | 鳩山ニュータウン               | TA02・TA03は通学時間のみ |
| 高坂駅西口 |        | 川越観光自動車 | 鳩山町営路線バス     | 越生駅東口・上熊井農産物直売所 |                          |
| 高坂駅東口 |        | 川越観光自動車 | TA21                 | ピオニウォーク東松山           | 全区間150円              |

- 鳩山町営路線バスの乗り場は西口ロータリー内の「降車専用」バス乗降場にバス停がある。
- 「高坂駅入口」バス停は、高坂駅東口近くの埼玉県道344号高坂上唐子線沿い（約200 m）。

### 送迎バス
- スクールバス1番乗り場（大東文化大学東松山キャンパス）
- スクールバス2番乗り場（東京電機大学理工学部埼玉鳩山キャンパス）
- クラブバス乗り場（高坂カントリークラブ[10]、武蔵松山カントリークラブ[11]、石坂ゴルフ倶楽部[12]、清澄ゴルフ倶楽部[13]、鳩山カントリークラブ[14]）

大東文化大学、東京電機大学は駅前広場にそれぞれスクールバス乗り場を持つが、乗降可能なスペースに制限があることから、朝の通学集中時間帯は両大学とも駅前からの発着便を設けずに、離れた場所にある各大学の専用発着所で発着している。

## 高坂構外側線（廃線）
東松山市神戸地区で採掘される粘土の運搬を主目的としたセメント原料運搬専用路線で、1955年（昭和30年）10月に採掘場の所有者である日本セメント（現・太平洋セメント）によって「日本セメント（株）東松山専用鉄道」として開通した。その後は東松山鉱業所で採掘事業を行うグループ会社の秩父鉱業に移管され「秩父鉱業（株）東松山鉱業所専用線」となるが、採掘量の減少などからダンプカーでの輸送に切り替えられたため、1984年（昭和59年）7月31日に廃止された。区間は高坂駅 - 葛袋駅 - 高本駅で5.5 kmの距離があり、採掘所は葛袋と高本の2か所にあったため中間に葛袋駅が設けられており、葛袋駅跡は当時の東松山市大字葛袋に所在し、これは現在のばんどう山第2公園（東松山市坂東山13）付近で、しまむら商品センターと佐川急便の間にある道に向かってカーブしながら留置線が設置されていた。高本駅跡は清澄ゴルフ倶楽部私有地内のコース管理課（東松山市大字神戸1723）の建物付近でその先にある池の向こうまで線路が延びていた。
路線の管理は全て東武鉄道が行っており、路線名は「東武鉄道高坂構外側線」（通称:東武鉄道高本線）である。開通当初は東武鉄道所属の蒸気機関車が使用されていたが、1959年（昭和34年）の東上線無煙化に合わせて全線電化され、電気機関車によって運行されていた。貨車は日本セメント時代は東武鉄道に車籍を有し東上線常備車となっていた日本セメント私有のホッパ車（ヲキ1形）が使用されていたが、秩父鉱業になると東武鉄道所有の無蓋車（トキ1形）が使用され、最盛期には1日6往復運行されていた。
高本駅周辺の採掘所は1980年代に閉鎖され、1993年（平成5年）に太平洋セメント系列の「清澄ゴルフ倶楽部」としてオープンした。葛袋駅周辺の採掘所は近年までダンプカーによる輸送が行われていたがセメント用粘土原料の使用量減退から2008年（平成20年）に閉鎖され、跡地は「東松山葛袋産業団地」として開発された。廃線跡として関越自動車道を跨ぐ専用線の橋（葛袋3号橋）などが残っていたが、葛袋3号橋は2013年（平成25年）6月に撤去された。
高坂駅構内にも当時、西側に3本の留置線が存在しており東上線と高坂構外側線の行き来する貨物列車の操車が行われていたが、駅舎改築時に構内の配線が大幅に変更されたため、現在の配線に当時の面影はほとんど残っていない。
廃線跡は太平洋セメントから東松山市に寄贈された。東松山市では2016年9月に廃線跡を遊歩道「まなびのみち」として2年がかりで整備する計画を立てている。2017年4月5日、高坂駅側の約3.1 km（化石と自然の体験館まで）が開通した。
なお、廃線跡に並行して鳩山町営路線バス（高坂駅 - 上熊井 - 越生駅）が運行されている。

## その他
- 当駅はかつて設定されていた特急の通過駅であったが、埼玉県こども動物自然公園でコアラが初公開された際には臨時停車していた。
- 当駅のホームの南側踏切から数十メートル先あたりを北緯36度線が通る。西側を走る八高線明覚駅と同緯度に位置する。ちなみに東側を走る高崎線においては桶川駅のやや北側に位置する。

## 隣の駅
東武鉄道
 東上本線
■TJライナー・■川越特急
通過
■快速急行・■急行・■準急・□普通
北坂戸駅 (TJ 27) - 高坂駅 (TJ 28) - 東松山駅 (TJ 29)

### 利用状況
埼玉県統計年鑑
1. ↑  埼玉県統計年鑑（平成12年）
2. ↑  埼玉県統計年鑑（平成13年）
3. ↑  埼玉県統計年鑑（平成14年）
4. ↑  埼玉県統計年鑑（平成15年）
5. ↑  埼玉県統計年鑑（平成16年）
6. ↑  埼玉県統計年鑑（平成17年）
7. ↑  埼玉県統計年鑑（平成18年）
8. ↑  埼玉県統計年鑑（平成19年）
9. ↑  埼玉県統計年鑑（平成20年）
10. ↑  埼玉県統計年鑑（平成21年）
11. ↑  埼玉県統計年鑑（平成22年）
12. ↑  埼玉県統計年鑑（平成23年）
13. ↑  埼玉県統計年鑑（平成24年）
14. ↑  埼玉県統計年鑑（平成25年）
15. ↑  埼玉県統計年鑑（平成26年）
16. ↑  埼玉県統計年鑑（平成27年）
17. ↑  埼玉県統計年鑑（平成28年）
18. ↑  埼玉県統計年鑑（平成29年）
19. ↑  埼玉県統計年鑑（平成30年）
20. ↑  埼玉県統計年鑑（令和元年）
21. ↑  埼玉県統計年鑑（令和2年）
22. ↑  埼玉県統計年鑑（令和3年）

東武鉄道の1日平均乗降人員
1. 1 2 3  『駅別乗降人員 2024年度』（PDF）（レポート）東武鉄道、13頁。オリジナルの2025年5月19日時点におけるアーカイブ。2025年5月29日閲覧。
2. ↑  “駅情報（乗降人員）”.   東武鉄道. 2024年7月30日閲覧。
3. ↑  『駅別乗降人員 2021年度』（PDF）（レポート）東武鉄道、2024年、13頁。オリジナルの2024年5月18日時点におけるアーカイブ。
4. ↑  『駅別乗降人員 2022年度』（PDF）（レポート）東武鉄道、2024年、13頁。オリジナルの2024年5月18日時点におけるアーカイブ。
5. ↑  『駅別乗降人員 2023年度』（PDF）（レポート）東武鉄道、2024年、13頁。オリジナルの2024年5月18日時点におけるアーカイブ。